# Marek Martynowski
Marek Eryk Martynowski (ur. 2 sierpnia 1970 w Płocku) – polski polityk i samorządowiec, w 2007 pierwszy wicewojewoda mazowiecki, senator VIII, IX i X kadencji, przewodniczący grupy senatorów klubu parlamentarnego Prawa i Sprawiedliwości.

## Życiorys
W 2002 ukończył studia ekonomiczne na Politechnice Radomskiej. Pracę zawodową zaczynał w Banku Pekao, potem zatrudniony w Wojewódzkim Ośrodku Ruchu Drogowego jako zastępca dyrektora.
Został przewodniczącym Klubu „Gazety Polskiej” w Płocku. Objął stanowisko przewodniczącego płockich struktur Prawa i Sprawiedliwości, a także członka rady politycznej.
W 2004 bez powodzenia kandydował z ramienia Prawa i Sprawiedliwości do Parlamentu Europejskiego. W 2006 wystartował z list PiS w wyborach samorządowych do sejmiku mazowieckiego. Zdobył mandat radnego, uzyskując ponad 12 tys. głosów. Zasiadał w komisjach infrastruktury, polityki społecznej i komisji rewizyjnej.
19 kwietnia 2007 powołany na I wicewojewodę mazowieckiego, zrzekł się mandatu radnego. Jako wicewojewoda odpowiadał m.in. za sprawy wojewódzkiej infrastruktury, fundusze europejskie, ochronę środowiska. Odwołany 13 listopada 2007 przez premiera Jarosława Kaczyńskiego na własną prośbę. Wcześniej w tym samym roku kandydował bez powodzenia z list PiS w wyborach parlamentarnych do Senatu.
W wyborach samorządowych w 2010 został ponownie wybrany do sejmiku z listy PiS, uzyskując ponad 18 tys. głosów. Został członkiem komisji infrastruktury, ochrony środowiska oraz budżetu i finansów. W wyborach w 2011 uzyskał mandat senatorski w okręgu nr 38. W wyborach samorządowych w 2014 kandydował na prezydenta Płocka, zajmując 2. miejsce (wybory w I turze wygrał ubiegający się o reelekcję Andrzej Nowakowski z PO).
W 2015 został natomiast ponownie wybrany na senatora (dostał 80 133 głosów). W Senacie IX kadencji został przewodniczącym grupy senatorów klubu parlamentarnego Prawa i Sprawiedliwości. W 2019 z powodzeniem ubiegał się o senacką reelekcję, otrzymując 115 800 głosów. Utrzymał także funkcję przewodniczącego grupy senackiej KP PiS, z której zrezygnował w lipcu 2021. Powrócił na nią jeszcze w tym samym miesiącu. W 2023 nie został wybrany do Senatu kolejnej kadencji. W 2024 kolejny raz uzyskał mandat radnego sejmiku. W sejmiku nie przystąpił do klubu PiS, pozostając radnym niezrzeszonym.